# Silver Eye
 (août 2018).
Si vous disposez d'ouvrages ou d'articles de référence ou si vous connaissez des sites web de qualité traitant du thème abordé ici, merci de compléter l'article en donnant les références utiles à sa vérifiabilité et en les liant à la section « Notes et références ».
Silver Eye est le septième album studio du duo de musique électronique anglais Goldfrapp, sorti le 31 mars 2017 chez Mute Records.
Il marque le retour du groupe à son son electroclash typique de Black Cherry et Supernature.

## Liste des titres
Toutes les pistes écrites par Alison Goldfrapp et Will Gregory, sauf mention contraire.
| N°             | Titre                                                          | Producteur(s)                                            | Durée |
| -------------- | -------------------------------------------------------------- | -------------------------------------------------------- | ----- |
| 1.             | Anymore                                                        | - Goldfrapp - Gregory - The Haxan Cloak - John Congleton | 3:54  |
| 2.             | Systemagic                                                     | - Goldfrapp - Gregory - Congleton                        | 3:38  |
| 3.             | Tigerman                                                       | - Goldfrapp - Gregory - The Haxan Cloak - Congleton      | 4:14  |
| 4.             | Become the One                                                 | - Goldfrapp - Gregory - The Haxan Cloak - Congleton      | 4:44  |
| 5.             | Faux Suede Drifter (auteurs : Goldfrapp, Gregory, Bobby Krlic) | - Goldfrapp - Gregory - The Haxan Cloak                  | 5:02  |
| 6.             | Zodiac Black                                                   | - Goldfrapp - Gregory - The Haxan Cloak                  | 5:04  |
| 7.             | Beast That Never Was                                           | - Goldfrapp - Gregory - Leo Abrahams                     | 4:38  |
| 8.             | Everything is Never Enough                                     | - Goldfrapp - Gregory - Andy Savours                     | 5:06  |
| 9.             | Moon in Your Mouth                                             | - Goldfrapp - Gregory - The Haxan Cloak - Congleton      | 4:03  |
| 10.            | Ocean                                                          | - Goldfrapp - Gregory - The Haxan Cloak - Congleton      | 4:26  |
| Durée totale : | Durée totale :                                                 | Durée totale :                                           | 44:49 |